# Малолетник
Малолетник је појам који се различито одређује у појединим земљама. У већини земаља, појам малолетник одређује се лимитирањем старосне границе, при чему је календарски узраст основно мерило. Најчешће, то су следећи узрасти: млађи малолетник (14–16 год.), старији малолетник (16–18 год.), млађе пунолетно лице (18–21 год.). Неке земље не утврђују то правило (шеријатско право) јер се служе степеном биопсихичке зрелости која се утврђује за сваки случај посебно.